# Lloro mitrat
El lloro mitrat (Pionopsitta pileata) és una espècie d'ocell de la família dels psitàcids i única espècie del gènere Pionopsitta, si bé alguns autors inclouen aquí els membres del gènere Pyrilia. Habita la selva humida i alguns cultius del sud-est del Brasil, el Paraguai i nord-est de l'Argentina.